# ألي خاله
قرية ألي خاله (بالكردية: ئەلی خاڵە)‏ هي إحدى قرى ناحية قورة تو في قضاء خانقين ضمن الحدود الإدارية لمحافظة السليمانية لأنها ضمن مناطق إدارة كرميان في إقليم كردستان العراق.